# 库博光学
库博光学（CooperVision, Inc.）是库博集團的子公司，是一家软性隱形眼鏡制造商。该公司成立于1980年，总部位于美國加利福尼亚州普莱森顿。其产品销往100多个国家。
库博光学在波多黎各胡安娜迪亞斯、纽约州以及英国汉普郡設有生產基地。在英国、美国和比利时设有分销中心。